# سرفل
السرفل أو السرفيل المفرح (الاسم العلمي: Chaerophyllum) هو جنس من النباتات يتبع الفصيلة الخيمية من رتبة الخيميات.